# Calothamnus superbus
Calothamnus superbus là một loài thực vật có hoa trong Họ Đào kim nương. Loài này được Hawkeswood & Mollemans mô tả khoa học đầu tiên năm 1993.